# Marcha do Orgulho do Porto
A Marcha do Orgulho LGBTI+ do Porto é uma manifestação de comemoração e luta pela igualdade da comunidade LGBT, realizada no Porto desde 2006. A marcha do Orgulho do Porto é organizada por uma comissão composta por representantes de coletivos, partidos políticos e associações que trabalham com a comunidade LGBTI+ ou lutam por direitos humanos ou outras causas nobres.

## Origens
A origem das marchas de Orgulho LGBT remonta às manifestações de Stonewall, em Junho de 1969, nos EUA, quando, pela primeira vez, a comunidade LGBT resistiu à violência policial de que era alvo. Surgiram para recordar esse evento e como afirmação de identidade, de celebração da diversidade sexual e comemoração da luta pelos direitos LGBT. Tornaram-se um símbolo indissociável do movimento de luta pelos direitos LGBT em todo mundo e as iniciativas concentram-se em torno desta data.

## Organização
A Marcha do Orgulho LGBTI+ do Porto é planeada e concretizada pela Comissão Organizadora da Marcha do Orgulho LGBTI+ do Porto, ou COMOP, composta por representantes de coletivos, associações, partidos políticos e projetos que trabalham com a comunidade LGBTI+. Destaca-se por ter uma organização diversificada com cerca de metade de organizações de foro LGBTI+ e outra metade com outras organizações de direitos humanos (feministas, contra o racismo, etc.).
Em 2022, a COMOP era composta por: Associação Saber Compreender, SOS Racismo, A Coletiva, Coletivo Traça, Coletivo Tuga Pride, Comunidade Movimento Humanista, Projeto Auto-Estima, Projeto Anémona, Associação AMPLOS, Coletivo Feminismos sobre Rodas, Associação Gentopia, Coletivo Afrekete, Coletivo Porto Inclusive, rede ex aequo, PolyPortugal, Coletivo Panteras Rosas, AE Faculdade de Psicologia e Ciências da Educação do Porto, Grupo CaDiv e Coletivo SheDecides.

## Lemas e história
| Marcha | Data       | Lema                                                     | Detalhes                                                                                     |
| ------ | ---------- | -------------------------------------------------------- | -------------------------------------------------------------------------------------------- |
| 1ª     | 08/07/2006 | "Um presente sem violência, um futuro sem diferença"     | Teve como tema "Direitos Humanos". Foi motivada pelo assassinato de Gisberta Salce.          |
| 2ª     | 07/07/2007 | “Queremos igualdade, exigimos oportunidades”             |                                                                                              |
| 3ª     | 12/07/2008 | "Igualdade é essencial.Educar é fundamental".            |                                                                                              |
| 4ª     | 11/07/2009 | "Na felicidade e na dor, o que faz as famílias é o amor" |                                                                                              |
| 5ª     | 10/07/2010 | "Existimos, direitos exigimos"                           |                                                                                              |
| 6ª     | 09/07/2011 | "Rejeita a austeridade, abraça a igualdade"              |                                                                                              |
| 7ª     | 06/07/2012 | "Transexualidade não é doença"                           |                                                                                              |
| 8ª     | 06/07/2013 | "Dão-nos luta ao corpo, nós damos o corpo à luta".       |                                                                                              |
| 9ª     | 28/06/2014 | "Com os filhos pela mão, a lutar pela adoção".           |                                                                                              |
| 10ª    | 04/07/2015 | "Violência de Género: está na cara que não dá".          |                                                                                              |
| 11ª    | 02/07/2016 | "Transfobia Mata".                                       |                                                                                              |
| 12ª    | 01/07/2017 | "Resistindo à Opressão".                                 |                                                                                              |
| 13ª    | 07/07/2018 | "Desacomoda-te e traz a tua luta também".                |                                                                                              |
| 14ª    | 06/07/2019 | "O Porto não se rende. O Orgulho não se vende".          |                                                                                              |
| 15ª    | 04/07/2020 | "15 Anos em Marcha".                                     | Formato online.                                                                              |
| 16ª    | 03/07/2021 | "Orgulho na Minha Rua".                                  |                                                                                              |
| 17ª    | 25/06/2022 | “Contra a Opressão, Orgulho é Revolução”                 | O percurso incidiu sobre a Rua de Cedofeita. Seguiu-se um Arraial no Largo Amor de Perdição. |